# General Koskov
General Georgi Koskov é uma personagem do filme The Living Daylights (The Living Daylights), décimo-quinto da série cinematográfica de James Bond e primeiro com Timothy Dalton no papel do espião britânico.

## Características
Koskov é um corrupto general soviético que cuidadosamente joga dos dois lados durante a Guerra Fria. A princípio dando a impressão de ser um mero peão ansioso no jogo entre a URSS e o Ocidente, na verdade ele é um grande cérebro usando todas as vantagens possíveis a seu favor.
Ele adora e cobre de presentes caros e jóias sua namorada, a violoncelista Kara Milovy, mas quando necessário não hesita em assinar sua sentença de morte. Seu grande plano é controlar o comércio de ópio no Afeganistão invadido pelas tropas soviéticas.

## Filme
James Bond é designado para garantir e proteger a vida do general e fazê-lo atravessar para o Ocidente pela Áustria, quando Koskov providencia sua defecção da Cortina de Ferro. A fuga é uma farsa bem planejada, em que ele usa Milovy como franco-atiradora, tentando matá-lo, para fazer com que tudo pareça real. Bond, de vigília em Bratislava, na Tchecoslováquia, desarma a violoncelista - trabalhando para a KGB - com um tiro de fuzil de mira telescópica, crendo que ela ia atirar no general - a arma de Milovy tinha munição de festim.
Entretanto, Koskov está trabalhando secretamente com Brad Whitaker, um ex-militar norte-americano que atua no mercado negro de armas. Interrogado em Londres pelo MI-6, Koskov aponta falsamente o General Pushkin, chefe da KGB, como a cabeça por trás da SMERSH, uma organização terrorista soviética criada para matar espiões do Ocidente, sabendo que isso fará com que os serviços secretos ocidentais enviem 007 para matar o general. O principal objetivo de Koskov é, com a morte de Pushkin e o auxílio de um acordo com Whitaker e do coronel Feyador, um velho amigo do exército que comanda uma base no meio do Afeganistão, poder controlar o lucrativo comércio de ópio naquele país - então ocupado pelas tropas soviéticas.
Koskov, um covarde que tenta matar Bond e Milovy, a quem traiu, sempre através de outras pessoas e nunca pessoalmente, no fim da trama é desmascarado por Bond, que destrói a base militar de Feyador e o ópio estocado no meio do deserto afegão, para onde tinha sido levado com Kara, e entrega Koskov a Pushkin, seu aliado na caça ao traidor. O chefe da KGB dá ordens para que o general traidor seja enviado de volta a Moscou dentro da mala diplomática, significando possivelmente uma sentença de morte para Koskov.
Koskov teve um raro desfecho para um vilão principal da franquia 007, foi preso e deportado de volta para Moscou por ordens de Pushkin, onde será regularmente julgado pelas autoridades de seu país. Ele, por enquanto, é o único vilão principal a não ser morto em um filme de 007, presume-se que tenha sido sentenciado à morte pela justiça russa, mas o seu verdadeiro status é desconhecido.